# Liste der Stadtammänner von Aarau
Die Liste der Stadtammänner von Aarau listet chronologisch die Stadtammänner der Schweizer Stadt Aarau im Kanton Aargau auf. Mit dem Inkrafttreten der revidierten Gemeindeordnung am 1. Januar 2014 wurde die Funktionsbezeichnung in Stadtpräsident geändert – ein Titel, der in der Schweiz zwar weit verbreitet, im Kanton Aargau selbst jedoch unüblich ist.
Der Stadtpräsident (bzw. Stadtammann) ist eines von sieben Mitgliedern des Stadtrates (entspricht dem Gemeinderat in anderen Gemeinden). Er leitet die Sitzungen des Stadtrates und steht der gesamten Stadtverwaltung vor, ausserdem kann er in dringenden Fällen vorsorgliche Massnahmen anordnen. Sein Stellvertreter ist der Vizepräsident (bzw. Vizeammann).
Von 1415 bis 1798 gehörte Aarau zum Berner Aargau, einem Untertanengebiet der Stadt und Republik Bern. Als so genannte Munizipalstadt war Aarau keiner Landvogtei zugeordnet und besass eine gewisse Autonomie. An der Spitze stand ein Schultheiss. Während der Zeit der Helvetischen Republik (1798–1803) führte ein Präsident die Munizipalität an; gewählt wurde er vom 21-köpfigen Munizipalrat, dieser wiederum von 50 Wahlmännern. Das Amt des Stadtammanns in seiner heutigen Form existiert seit 1803.
Als Stadtammänner bzw. Stadtpräsidenten amtierten bisher:
| Amtsdauer | Person                          | Lebensdaten | Partei |
| --------- | ------------------------------- | ----------- | ------ |
| 1803–1808 | David Frey                      | 1751–1827   | -      |
| 1809–1818 | Friedrich Frey                  | 1748–1818   | -      |
| 1818–1827 | Heinrich Reift                  | 1749–1833   | -      |
| 1828–1831 | Johann Georg Hunziker           | 1774–1850   | -      |
| 1832–1843 | Daniel Frey                     | 1778–1856   | -      |
| 1844–1851 | Friedrich Feer                  | 1790–1865   | -      |
| 1851–1852 | Friedrich Schmuziger            | 1802–1866   | -      |
| 1852–1854 | David Zimmerli (1. Amtszeit)    | 1792–1875   | -      |
| 1854–1855 | Theodor Schmidlin (1. Amtszeit) | 1810–1894   | -      |
| 1855–1856 | David Zimmerli (2. Amtszeit)    | 1792–1875   | -      |
| 1857–1865 | Rudolf Weiersmüller             | 1813–1875   | -      |
| 1865–1875 | Theodor Schmidlin (2. Amtszeit) | 1810–1894   | -      |
| 1875–1889 | Erwin Tanner                    | 1838–1903   | -      |
| 1890–1906 | Max Schmidt                     | 1862–1951   | FDP    |
| 1907–1932 | Hans Hässig                     | 1860–1936   | FDP    |
| 1932–1937 | Hermann Rauber                  | 1888–1938   | FDP    |
| 1938–1947 | Fridolin Laager                 | 1883–1975   | BGB    |
| 1947–1961 | Erich Zimmerlin                 | 1909–1999   | FDP    |
| 1962–1973 | Willy Urech                     | 1912–1986   | FDP    |
| 1974–1987 | Markus Heinrich Meyer           | 1934–2015   | FDP    |
| 1987–2013 | Marcel Guignard                 | 1949–       | FDP    |
| 2014–2017 | Jolanda Urech                   | 1954–       | SP     |
| 2018–     | Hanspeter Hilfiker              | 1965–       | FDP    |